# 小米手機5
小米手机5是小米科技于北京时间2016年2月24日下午2时在北京国家会议中心发布的一款Android智能手机。

## 外观
小米手机5在后盖材质上分为了“曲面玻璃”和“曲面陶瓷”两种版本，陶瓷版仅限尊享版配置，在机身侧面使用了与机身整体相同的颜色的金属框架。
在正面机身上小米手机5使用了平面无边框设计，并在小米手机系列首次使用实体按键作为底部的Home按键。

## 硬件
小米手机5搭载了高通骁龙820处理器，但在标准版上使用的是同系列处理器中的降频版。运行内存方面，标准版、高配版使用3G运行内存，尊享版使用4G运行内存。显示屏大小为5.15英寸，拥有95%NTSC色域、16颗背光灯、600nit亮度。
- 标准版

骁龙820 最高主频1.8GHz
Adreno530 510MHz
3GB 1333MHz LPDDR4
32GB UFS2.0闪存
- 高配版

骁龙820 最高主频2.15GHz
Adreno530 624MHz
3GB 1866MHz LPDDR4
64GB UFS2.0闪存
- 尊享版

骁龙820 最高主频2.15GHz
Adreno530 624MHz
4GB 1866MHz LPDDR4
128GB UFS2.0闪存

## 系统
小米手机5出厂预装MIUI 7。2018年9月，MIUI论坛官方宣布，同年11月22日后，小米手机5停止MIUI 10开发版更新。

## 拍照
小米手机5后置摄像头为1600万像素，前置摄像头为400万像素。支持4K（3128x2160，30帧/秒）视频录制，面部检测，全景模式，连拍，自动HDR，32秒手动曝光，DTI颜色防串扰，PDAF相位对焦，暗光增强，高动态范围调节，视频通话实时美颜，倒计时自拍，4轴光学防抖。DxOMark评分为79分。